# Вулиця Десантників (Черкаси)
Ву́лиця Деса́нтників — вулиця в Черкасах.

## Розташування
Вулиця починається від кінця вулиці Вернигори і простягається на захід. Після перетину з вулицею Хоменка дещо зміщується на північ. Далі вже продовжується перпендикулярно Хоменка, впираючись у кінець вулиці Автомобілістів.

## Опис
Вулиця неширока, повністю асфальтована.

## Походження назви
Вулиця була утворена в 1975 році і названа на честь 5-ї та 7-ї повітрянодесантних бригад, які звільняли Черкаси в 1943 році.

## Будівлі
До вулиці Хоменка по вулиці розташовані багатоповерхові будинки, після перехрестя — промислові підприємства.